# ماريوس وايرز
ماريوس وايرز (بالإنجليزية: Marius Weyers)‏ (مواليد 3 فبراير 1945 في جوهانسبرغ)، هُو مُمثل جنوب أفريقي.

## وصلات خارجية
- ماريوس وايرز في قاعدة بيانات الأفلام على الإنترنت